# Stebnîi, Rahău
Stebnîi (în ucraineană Стебний) este un sat în așezarea urbană Frasin din raionul Rahău, regiunea Transcarpatia, Ucraina.

## Demografie
Componența lingvistică a localității Stebnîi
     Ucraineană (99,63%)
     Alte limbi (0,25%)
Conform recensământului din 2001, majoritatea populației localității Stebnîi era vorbitoare de ucraineană (99,63%), existând în minoritate și vorbitori de alte limbi.